# ميلانو
ميلانو أو ميلان (بالإيطالية: Milano) هي ثاني أكبر مدن إيطاليا من حيث عدد السكان بعد روما وعاصمة إقليم لومبارديا. يبلغ عدد سكان المدينة أكثر من 1.3 مليون نسمة، في حين يصل عدد سكان منطقتها الحضرية إلى 5,248,000 نسمة مما يضعها في المركز الخامس على مستوى الاتحاد الأوروبي. يُشير الزحف العمراني الهائل الذي أعقب الفترة التي عُرفت بالمعجزة الاقتصادية الإيطالية في خمسينيّات وستينيّات القرن الماضي إلى أن الروابط الاجتماعية والاقتصادية قد توسعت إلى ما وراء حدود المدينة الإدارية، مُشكّلةً منطقةً حضريةً يبلغ عدد سكانها 7-9 مليون نسمة، وتشمل مقاطعات ميلانو، وبيرغامو، وكومو، وليكو، ولودي، ومنزا وبريانسا، وبافيا، وفاريزي، ونوفارا. تُعد منطقة ميلانو الحضرية جزءاً مما يُسمّى الموزة الزرقاء، التي تُمثل أعلى مناطق أوروبا كثافةً سكانيةً وصناعيةً.
تأسست ميلانو على يد إحدى شعوب السلت، ثم تعرضت للغزو من قِبل الرومان لتصبح بذلك عاصمة الإمبراطورية الرومانية الغربية. ازدهرت المدينة في العصور الوسطى وأصبحت مركزاً تجارياً ومالياً. تعرضت ميلانو للعديد من الغزوات على مر القرون، حيث سيطرت عليها فرنسا، وإسبانيا هابسبورغ، والنمسا، حتى حلول عام 1859 عندما ضُمّت المدينة أخيراً إلى مملكة إيطاليا حديثة العهد. قادت ميلانو عملية إنتاج الأمّة الإيطالية الشابّة خلال بدايات القرن العشرين، وأضحت مركزاً اقتصادياً واجتماعياً وسياسياً هاماً. تأثرت المدينة بشدة من الدمار الذي خلّفته الحرب العالمية الثانية، حيث كانت المركز الرئيسي لحركة المقاومة الإيطالية في وجه القوات النازية. تمتّعت المدينة بطفرة اقتصادية طويلة الأمد خلال سنوات ما بعد الحرب جاذبةً أعداداً ضخمة من المهاجرين القادمين من أرياف جنوب إيطاليا. كما شهدت ميلانو خلال العقود الماضية زيادةً هائلةً في أعداد المهاجرين الأجانب حتى بات أكثر من سُدُس سكانها مولودين في الخارج.
ميلانو هي المركز الصناعي والتجاري والمالي الرئيس في إيطاليا ومدينة عالمية رائدة. تستضيف المدينة بورصة إيطاليا (البورصة الرئيسية في البلاد)، بالإضافة إلى مقرات أكبر البنوك والشركات الوطنية. تجذب ميلانو حوالي مليوني زائر سنوياً بفضل متاحفها الهامة ومسارحها ومعالمها العديدة، مثل كاتدرائية ميلانو خامس أكبر كاتدرائيات العالم. تحتوي المدينة أيضاً على العديد من المؤسسات الثقافية والجامعات التي ضمّت 185,000 طالب مُسجّل فيها عام 2011، ما يُشكّل 11% من مجموع طلبة الجامعات في البلاد. ميلانو هي إحدى أكبر عواصم الموضة والتصميم على مستوى العالم، وتستضيف عدة أحداث ومهرجانات عالمية مثل أسبوع الموضة، ومعرض الأثاث -الذي يُعد الأكبر من نوعه في العالم-، بالإضافة إلى معرض إكسبو الدولي الذي ستستضيفه المدينة عام 2015. أما في مجال الرياضة فإن ميلانو هي مقرٌ لناديين من أكبر وأعرق أندية كرة القدم على مستوى أوروبا والعالم، هما إيه سي ميلان وإنتر ميلان.

## أصل التسمية
أصل كلمة ميلانو غير مؤكد وتتعدد النظريات بشأنه. ففي حين أنه من الواضح أن كلمة ميلانو مُشتقّة من اسم المدينة اللاتيني القديم ميديولانوم (Mediolanum)، إلا أن معنى ميديولانوم موضعٌ للجدل. يُعتقد أن الاسم مكوّن من كلمتين: ميديو ومعناها «في الوسط»، أما معنى الشطر الثاني فهو «سَهْل». وقد اقتُرح أيضاً أن جذور الكلمة الأصلية قد تعود إلى الإرث السلتيّ للمدينة، حيث أنه هناك ستون موقعاً غاليّاً - رومانيّاً يحمل اسم ميديولانوم في فرنسا، مثل سانتس (ميديولانوم سانتينيوم) وإفرو (ميديولانوم أولِركوريوم)، حيث كان لكُل مُجتمعٍ سلتيّ مكان تجمّع مُقدّس لتطبيق القانون والعدالة، وعادةً ما يكون في وسط المدينة.

## التاريخ

### العصور القديمة
استقر السلت في ميلانو والمنطقة المُحيطة بها عام 400 قبل الميلاد تقريباً. وفي عام 222 قبل الميلاد غزا الرومان المنطقة وخلعوا عليها اسم ميديولانوم. وبعد عدة قرون من السيطرة الرومانية أُعلنت ميلانو عاصمةً للإمبراطورية الرومانية الغربية في عهد الإمبراطور ديوكلتيانوس عام 286 بعد الميلاد. اختار ديوكلتيانوس البقاء في الإمبراطورية الرومانية الشرقية (عاصمتها نيقوميديا)، أما شريكه مكسيميانوس فقد أخذ مقاليد حكم الشطر الغربي. اهتم مكسميانوس بمدينته الجديدة وشرع يبني على الفور العديد من المعالم الضخمة التي ميّزتها.
ضمن الإمبراطور قسطنطين الأول حقّ حرية الاعتقاد للمسيحيين بموجب مرسوم ميلانو الذي أُصدر عام 313. تعرّضت ميلانو للحصار من قبل القوط الغربيين عام 402، مما أدى إلى نقل مقر الإقامة الإمبراطوري إلى رافينا التي أضحت العاصمة الجديدة للإمبراطورية. اجتاح الهون المدينة عام 452. ثم تعرضت ميلانو إلى احتلال القوط الشرقيين لها الذين دمّروها تدميراً عام 539 في إطار الحرب القوطية ضد الإمبراطور البيزنطي جستنيان الأول. اجتاح اللومبارديون (الذين يُشتق منهم اسم إقليم لومبارديا، وهم قبيلة توتونيونيّة) ميلانو في صيف عام 569 بعد تغلبهم على الجيش البيزنطي الصغير الذي كان قد تُرك للدفاع عن المدينة. حافظ اللومبارديون على بعض البنايات الرومانية التي ظلت قيد الاستخدام تحت الحكم اللومباردي. استسلمت ميلانو للفرنجة بقيادة شارلمان عام 774. وقام شارلمان باتخاذ لقب «ملك اللومبارد» لنفسه، الأمر الذي كان سابقةً، حيث لم يسبق لملكٍ أن خلع على نفسه لقب ملك شعب آخر غير شعبه. ويعود تاج لومبارديا الحديدي إلى تلك الفترة. أصبحت ميلانو فيما بعد جزءاً من الإمبراطورية الرومانية المقدسة.

### العصور الوسطى

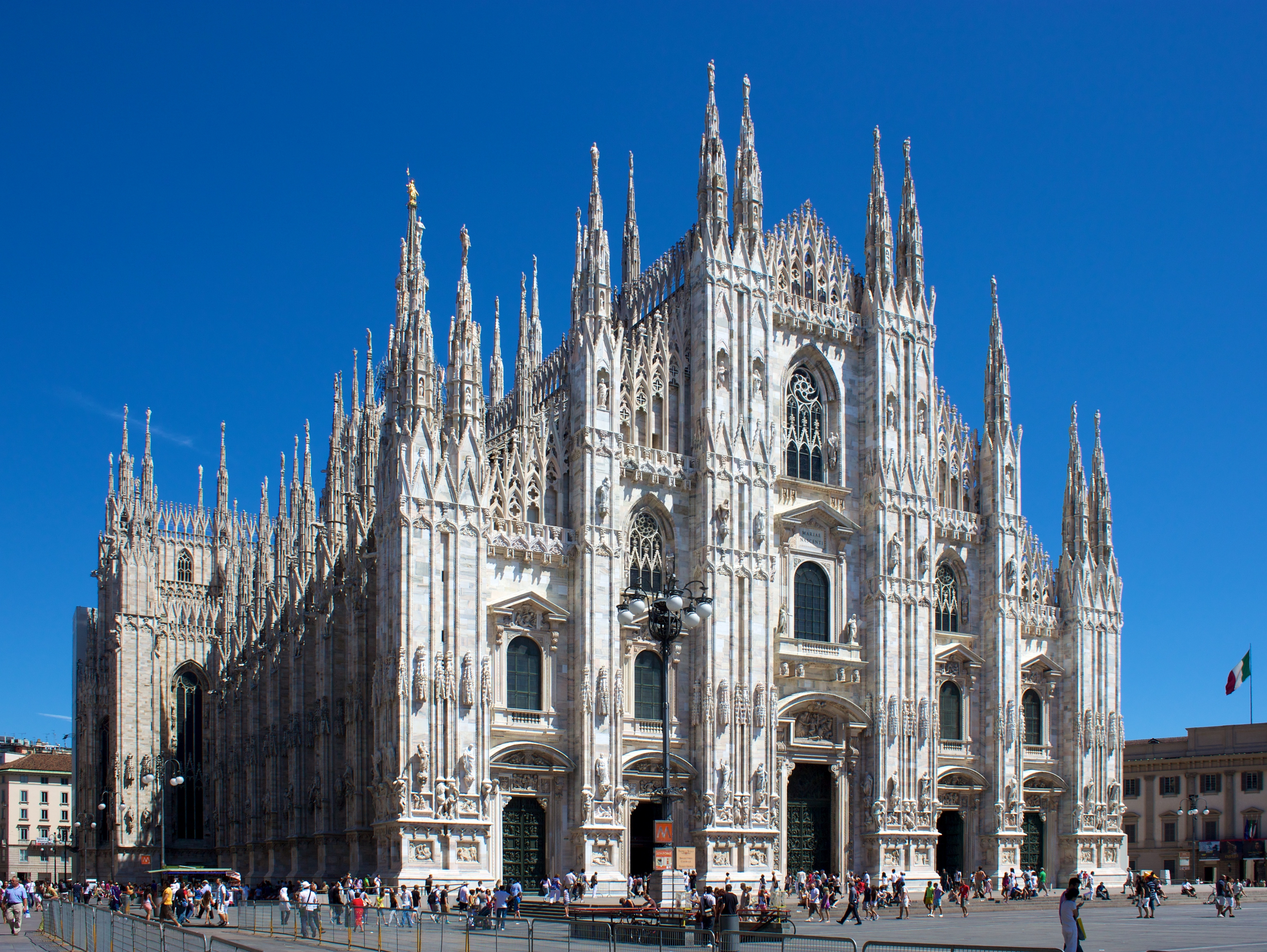
كاتدرائية ميلانو.

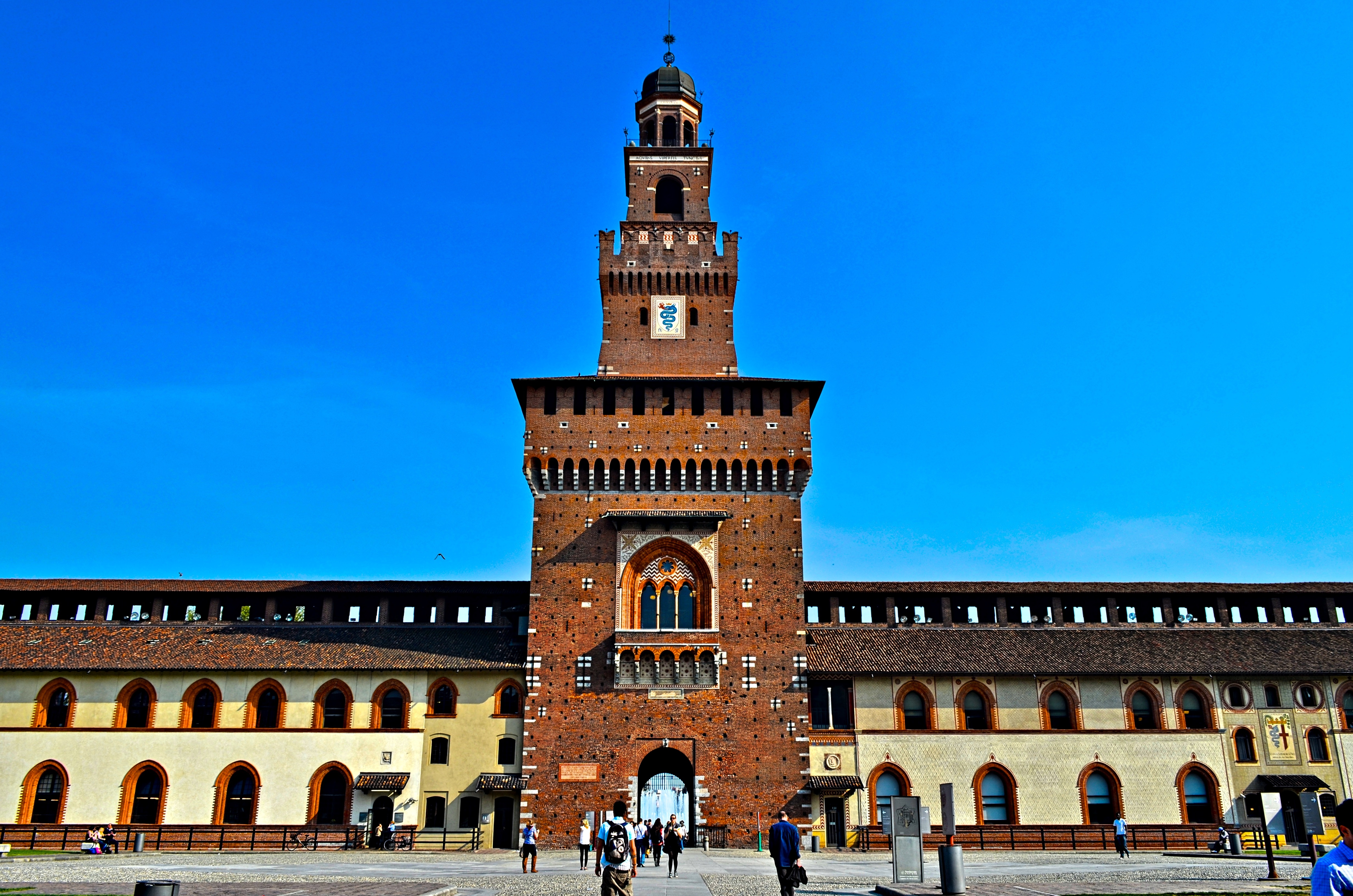
قلعة سفورزيسكو.

ازدهرت ميلانو في العصور الوسطى بصفتها مركزاً للتجارة، وذلك راجعٌ إلى موقعها القيادي على سهول وادي بو الغنية والطرق الواصلة من إيطاليا إلى جبال الألب. جلبت الحروب التي شنّها فريدريك الأول بربروسا إمبراطور الإمبراطورية الرومانية المُقدسة على المدن اللومباردية الدمارَ في معظم ميلانو عام 1162. تبع ذلك تأسيس الرابطة اللومباردية عام 1167 وأخذت ميلانو دور القيادة في هذا التحالف. استمرت الحرب بين الإمبراطور والبلدات الإيطالية لسنوات بين كر وفر، وانتهت بانتصار إيطالي في معركة لينيانو. نتيجةً للاستقلال الذي حصلت عليه المدن اللومباردية بموجب معاهدة كونستانس عام 1183، باتت ميلانو دوقية.
انتُخب مارتينو ديللا تورّي قائداً للشعب على يد أعضاء النقابات المهنية. اتّسم حُكْم مارتينو بالدكتاتورية واستخدام القوة والتخلص من المناهضين له وطردهم. من جهة أخرى تمّ في عهده تمهيد الطرق، وحفر القنوات، ونجح في فرض الضرائب على سكان الريف، وازدهرت صناعة الأسلحة وإنتاج الصوف. لكنّ سياساته أدت إلى انهيار خزينة المدينة، وتصاعد الغضب الشعبي ضده نتيجةَ استخدامه المتهور لوحدات المرتزقة، ممّا منح دعماً متزايداً لأسرة فيسكونتي أعداء مارتينو التقليديين.

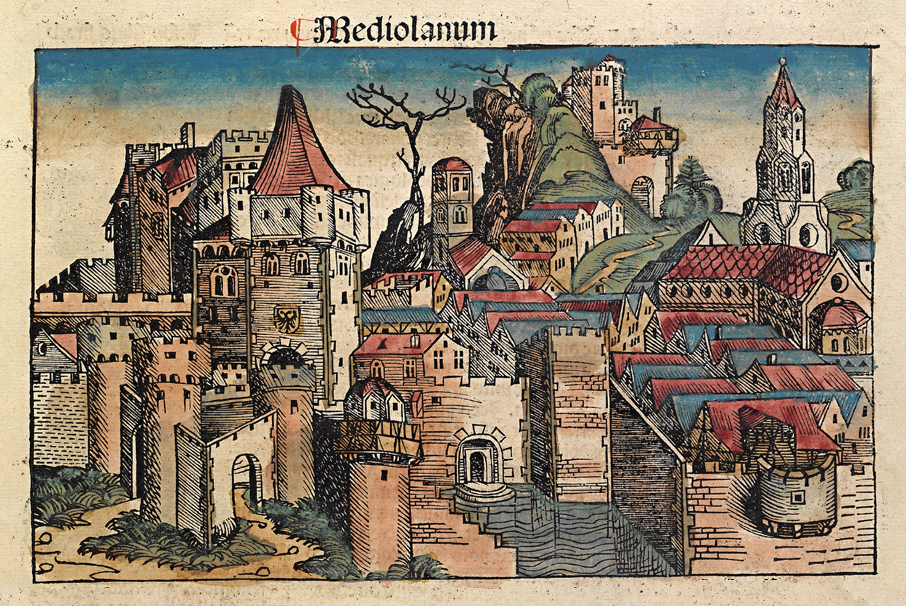
نقشٌ خشبيٌ يُظهر ميلانو عام 1493.

عُيّن أوتوني فيسكونتي رئيس أساقفة ميلانو في 22 يوليو 1262 على يد البابا أوربان الرابع متفوقاً على غريمه ريموندا ديللا تورّي أسقف كومو. لم يتقبّل الأخير خسارته وشرع ينشر ادعاءات قائلةً بقرب آل فيسكونتي من الكاثار -الذين اعتبرتهم الكنيسة الكاثوليكية خارجين عن المسيحية- واتهمهم بالخيانة العظمى. قام آل فيسكونتي بإطلاق التهم ذاتها على خصومهم، إلا أنهم طُردوا من المدينة وصُودرت مُمتلكاتهم. اشتعلت إثر ذلك حرب أهلية بين الطرفين أدت إلى إلحاق المزيد من الأضرار إلى سكان ميلانو واقتصادها مُثقلةً من كاهل المدينة، واستمرت أكثر من عقْد من الزمان. قاد أوتوني فيسكونتي مجموعةً من المنفيين ضد المدينة عام 1263، لكن حملته لم تُكلل بالنجاح. وبعد سنوات من تصاعد العنف بين الطرفين تمكن أوتوني أخيراً من استرداد حُكْم ميلانو إليه ولأسرته بعد الانتصار في معركة ديزيو عام 1277. وبذلك تمت الإطاحة بأسرة ديللا تورّي إلى الأبد، وظلّت ميلانو في حوزة آل فيسكونتي حتى حلول القرن الخامس عشر.
كانت ميلانو إحدى حلقات الصراع بين الغويلفيون والغيبلينيون الذي شمِل وسط وشمال إيطاليا لقرون عديدة. كان الغويلفيون الطرف الناجح في ميلانو في معظم الفترات، بَيْد أن آل فيسكونتي استطاعوا إحكام قبضتهم على حُكْم المدينة استناداً إلى صداقة الغيبلينيين مع الأباطرة الألمان. وفي عام 1395، جعل الإمبراطور فنتسل من ميلانو دوقيّةً من دوقيّات الإمبراطورية الرومانية المُقدسة. وأصبح جان غالياتسو فيسكونتي دوق ميلانو. وبذلك تمكّنت عائلة فيسكونتي مدعومةً من الغيبلينيين من الاحتفاظ بالسلطة من أوائل القرن الرابع عشر حتى منتصف القرن الخامس عشر.
توفي دوق ميلانو فيليبو ماريا فيسكونتي عام 1447 دون وريث ذكر يرث السلطة، وكانت تلك نهاية سلالة فيسكونتي الحاكمة. نتيجةً لذلك قامت الجمهورية الأمبروزية. استقت الجمهورية الوليدة اسمها من اسم القديس أمبروز شفيع مدينة ميلانو. عمل كلٌ من الغويلفيين والغيبلينيين معاً لإقامة الجمهورية، لكنها ما لبثت أن انهارت عام 1450 عندما غزا فرانشيسكو سفورزا الأول المدينة، الأمر الذي جعل من ميلانو إحدى المدن الرائدة خلال عصر النهضة الإيطالية.

### التاريخ الحديث
ادّعى الملك الفرنسي شارل الثامن أحقيته بعرش دوقية ميلانو عام 1492، وكانت ميلانو حينها تعتمد على المرتزقة السويسريين في الدفاع عنها. تمكّن الملك الفرنسي فرانسوا الأول من هزيمة المرتزقة السويسريين في معركة مارينيانو عام 1515 ليضم بذلك الدوقية إلى الأراضي الخاضعة لحكمه، قبل أن يخسرها بهزيمته أمام غريمه كارلوس الخامس في معركة بافيا عام 1525، لتنضم منطقة الشمال الإيطالي بما فيها ميلانو إلى إسبانيا هابسبورغ.
تنازل كارلوس الخامس عن الحكم عام 1556 لصالح ابنه فيليب الثاني وأخيه فيردناند الأول. انتقلت ميلانو وممتلكات كارلوس الإيطالية الأخرى إلى فيليب لتظلّ تحت حُكْم سُلالة هابسبورغ الإسبانية، بينما انتقل حُكْم الإمبراطورية الرومانية المقدسة إلى فيردناند لتكون تحت حُكْم سُلالة هابسبورغ النمساوية. عصف وباء الطاعون الدبلي بميلانو عام 1629 - 1631 مُزهقاً روح حوالي 60,000 شخص من أصل 130,000 يشكلون عدد سكان المدينة. كانت هذه واحدةٌ من أواخر حلقات مسلسل تفشّي جائحة الطاعون فيما عُرف بالموت الأسود.

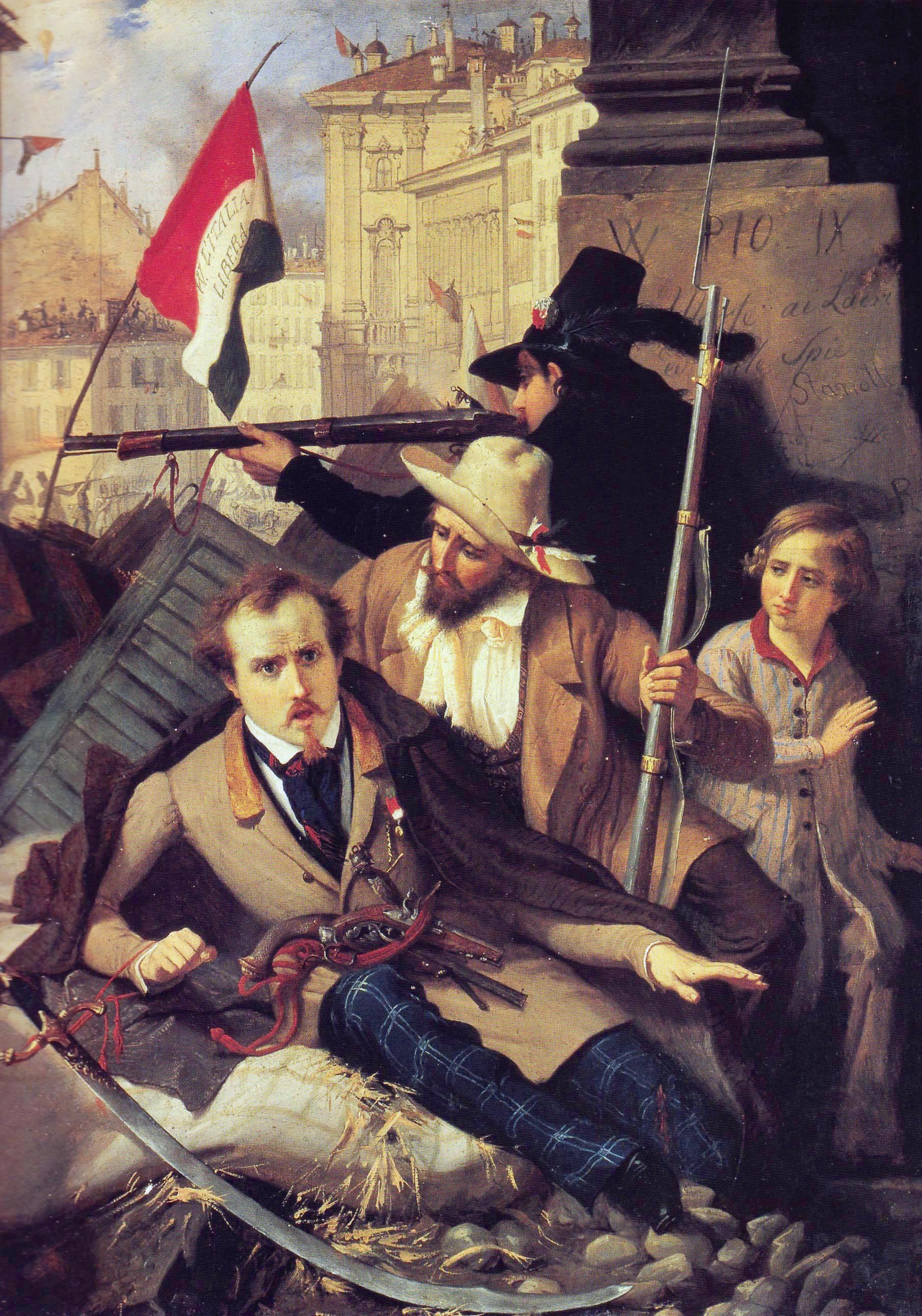
الميلانيون يحاربون القوات النمساوية خلال الأيام الخمسة.

انتهت سُلالة هابسبورغ الإسبانية مع وفاة كارلوس الثاني عام 1700. اندلعت حرب الخلافة الإسبانية عام 1701 حين قامت القوات الفرنسية باحتلال جميع الممتلكات الإسبانية تنفيذاً لمطالب فيليب الأنجويّ بالعرش الإسباني. هُزم الفرنسيون عام 1706 في معركتين مُتتاليتين وأُجبروا على التخلي عن شمال إيطاليا لصالح ملكية هابسبورغ. وأكدت معاهدة أوترخت عام 1713 السيادة النمساوية على مُعظم ممتلكات إسبانيا الإيطالية بما في ذلك لومباردي وعاصمتها ميلانو.
اجتاحت قوات نابليون إيطاليا عام 1796، وأُعلنت ميلانو عاصمةً للجمهورية الألبية، ثم عاصمةً لمملكة إيطاليا النابوليونية. وبمجرد انتهاء حقبة السيطرة النابليونية أعاد مؤتمر فيينا كُلاً من فينيتو وميلانو وبقية أجزاء لومباردي إلى السيطرة النمساوية، وكان ذلك عام 1815. وأصبحت ميلانو خلال تلك الفترة مركزاً لغناء الأوبرا، وعرض موزارت عدداً من أعماله في المدينة. ثم أصبح لا سكالا المسرح الرئيس في العالم، وقام كلٌ من فينشينسو بيليني، وغايتانو دونيزيتي، وجواكينو روسيني، وجوزيبي فيردي بتقديم عروضهم فيه، حتى أن الأخير مدفونٌ في ميلانو.
ثار الميلانيون ضد الحُكْم النمساوي في 18 مارس 1848 فيما عُرف بالأيام الخمسة (بالإيطالية: Le Cinque Giornate)، واضطر المارشال جوزيف راديتزكي إلى الانسحاب من المدينة مؤقتاً، لكنه تمكّن من استعادة السيطرة النمساوية على ميلانو وشمال إيطاليا بعد هزيمته للقوات الإيطالية في معركة كوستوزا في 24 يوليو من العام ذاته. لم يرضخ القوميون الإيطاليون -المدعومون من مملكة سردينيا- للسيطرة النمساوية ودعوا إلى التخلص من النمسا في سبيل توحيد إيطاليا. شكلت كلٌ من مملكة سردينيا وفرنسا تحالفاً وألحقوا الهزيمة بالنمسا في معركة سولفرينو عام 1859. كانت من نتائج تلك المعركة إلحاق ميلانو وبقية لومباردي بمملكة سردينيا، التي تمكّنت من فرض سيطرتها على معظم أجزاء إيطاليا وتغيّر اسمها عام 1861 لتصبح مملكة إيطاليا.
عزز توحيد إيطاليا من هيمنة ميلانو التجارية على شمال إيطاليا، كما أدى إلى نشوء موجةٍ من بناء السكك الحديدية كانت في بادئ الأمر تحت رعاية نمساوية (البندقية - ميلانو، ميلانو - مونزا)، ممّا جعل من ميلانو مركزاً للسكك الحديدية في الشمال الإيطالي، وأحد المحطات الرئيسية للتجارة وتنقّل المسافرين في جنوب أوروبا. أدى التطور الصناعي الذي عاشته ميلانو إلى جعلها المركز الصناعي الرئيس في إيطاليا، رغمَ التمرد الذي هز أركان المدينة في أواخر القرن التاسع عشر وما نتج عنه من تضخم اقتصادي. في الحين ذاته هيمنت بنوك المدينة في البلاد وباتت ميلانو المركز الماليّ الإيطاليّ الرائد.

### التاريخ المعاصر

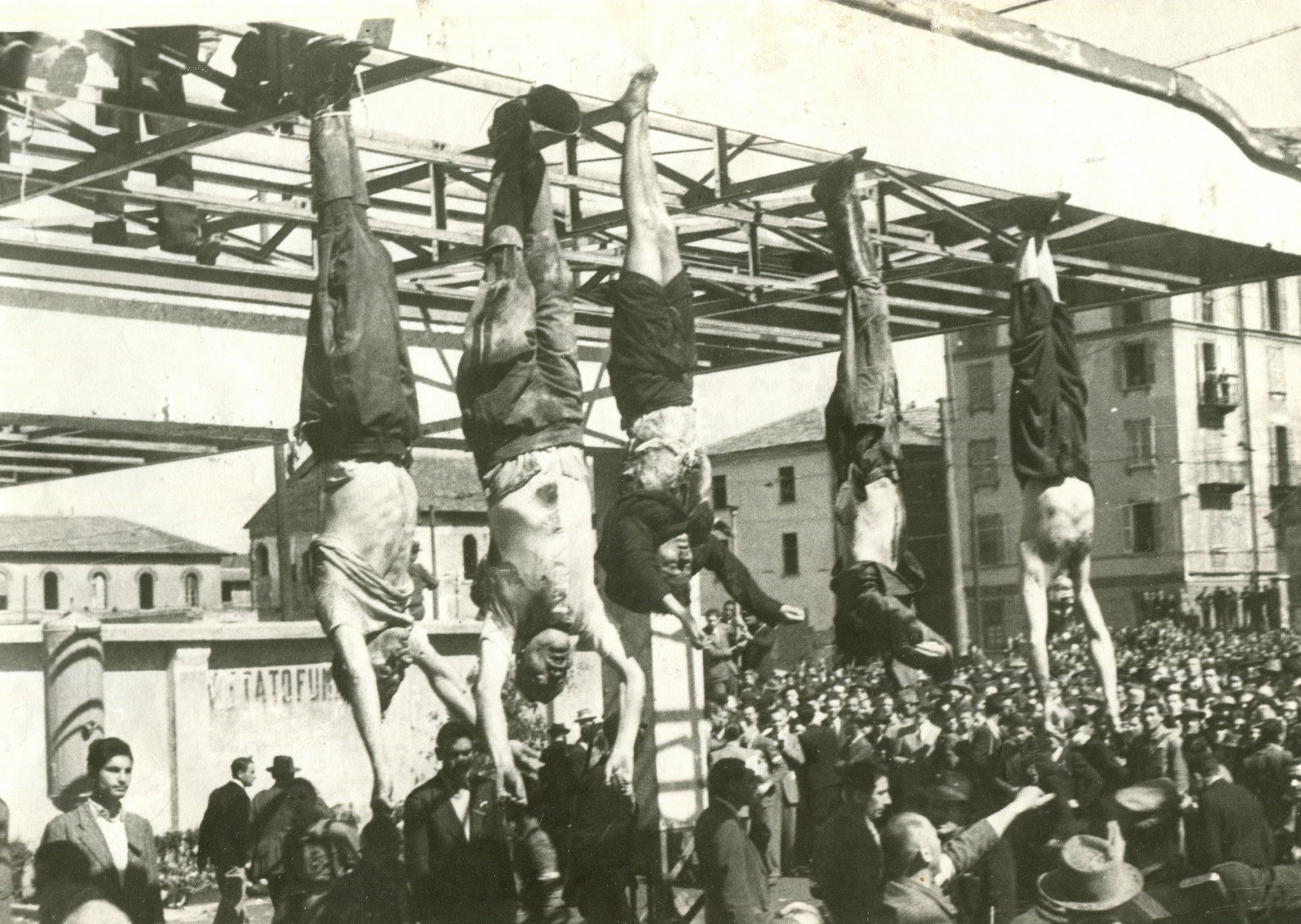
جثة موسوليني (الثاني من جهة اليسار) رأساً على عقب وبجانبه عشيقته كلارا مع عدد من أعوانه.

قاد بينيتو موسوليني مسيرة الزحف إلى روما بدءاً من ميلانو. عانت المدينة أضراراً جسيمةً خلال الحرب العالمية الثانية بفعل قصف قوات الحلفاء المتواصل. وعندما انسحبت إيطاليا من الحرب عام 1943، احتلت القوات الألمانية معظم أجزاء شمال إيطاليا حتى عام 1945. شُكّلت نتيجةً لذلك جماعات مقاومة مناهضة للفاشية اتبعت أسلوب حرب العصابات ضد القوات النازية والفاشية المُشترَكة. تقدمت القوات الأمريكية صَوْب ميلانو عندما أصبحت الحرب على وشك النهاية كجزءٍ من حملة ربيع عام 1945 في إيطاليا، لكن عناصر المقاومة تمكنت من السيطرة على المدينة قبل وصولهم وأعدمت موسوليني بالإضافة إلى العديد من أعضاء حكومته. عُلّقت جثث موسوليني وعشيقته كلارا بيتاتشي وقادة فاشيين آخرين في ساحة عامة في ميلانو في التاسع والعشرين من أبريل 1945، في نفس المكان الذي كان قد أُعدم فيه 15 معارضاً في العام الذي سبقه.
استقبلت ميلانو موجةً كبيرةً من الهجرة الداخلية خلال فترة الازدهار الاقتصادي الذي حصل ما بعد الحرب في المدينة، خصوصاً من المناطق الريفية في جنوب إيطاليا، ممّا رفع عدد السكان من 1.3 مليون نسمة عام 1951 إلى 1.7 مليون نسمة عام 1967. شهدت ميلانو خلال هذه الفترة عمليات إعادة بناء سريعة لمعظم مرافق المدينة المُدمّرة، بالإضافة إلى تشييد العديد من ناطحات السحاب الحديثة والمُبتكرة مثل برج فيلاسكا وبرج بيريللي الذي بات رمزاً لحقبة الازدهار التي عاشتها المدينة. انتهت حقبة ازدهار المدينة في أواخر الستينيّات ببدء ما يُعرف بسنوات الرصاص، حيث شهدت ميلانو موجةً غير مسبوقة من العنف في الشوارع، والإضرابات العُمّالية، والإرهاب. وصلت فترة الاضطرابات هذه إلى ذروتها في 12 ديسمبر 1969، حينما انفجرت قنبلةٌ في البنك الزراعي الوطني أسفرت عن مقتل سبعة عشر شخصاً وإصابة ثمانية وثمانين آخرين.
حققت العديد من شركات الأزياء في ميلانو نجاحاً عالمياً في الثمانينيّات من القرن الماضي، مثل: أرماني، وفيرساتشي، ودولتشي أند غابانا، ممّا جعل من ميلانو إحدى عواصم الموضة في العالم. شهدت المدينة أيضاً زيادةً ملحوظةً في السياحة الدولية، خصوصاً من أمريكا واليابان، بينما ارتفعت القيمة السوقية للبورصة بمقدار أكثر من خمسة أضعاف. أدت هذه النشوة التي عاشتها المدينة -على الرغم من أنها لم تدم طويلاً- إلى خلق صورة جديدة لميلانو للعالم وأطلقت عليها وسائل الإعلام لقب "Milano da bere" أي «ميلانو للشرب». تضررت المدينة من تانجيتوبولي في التسعينيّات، وهي فضيحة سياسية كبيرة حُوكم إثرها العديد من السياسيين ورجال الأعمال المحليين والوطنيين لمزاعم فساد. عانت المدينة أيضاً من أزمة مالية حادة وانخفاض مُطّرد في إنتاج المنسوجات، والسيارات، والصلب. أدت هذه العوامل إلى عمليات إعادة تنظيم في اقتصاد المدينة.
خضعت ميلانو لسلسلة من عمليات التحديث والتطوير الشاملة في أوائل القرن الحالي، تمخّض عنها بناء الحي المالي الجديد في بورتا نوفا. وعلى الرغم من تراجع الإنتاج الصناعي في ميلانو، إلا أنّ المدينة تمكنت من إيجاد مصادر بديلة ناجحة للدخل، بما في ذلك النشر، والتمويل، والخدمات المصرفية، وتصميم الأزياء، وتكنولوجيا المعلومات، والخدمات اللوجستية، والنقل والسياحة. فتح الإعلان الرسمي عام 2010 الذي كشف عن استضافة المدينة لإكسبو 2015 آفاقاً جديدةً لمستقبل المدينة، بوجود عدة خطط لتجديد ميلانو والتخطيط للبناء مُستقبلاً. كما يبدو أن انخفاض أعداد السكان الذي استمر لعقود طويلة في ميلانو قد شارف على النهاية في السنوات الأخيرة، حيث ازداد عدد السكان بنسبة سبعة بالمئة مُنذ التعداد السُكاني الأخير.

## الجغرافيا

### الطوبوغرافيا

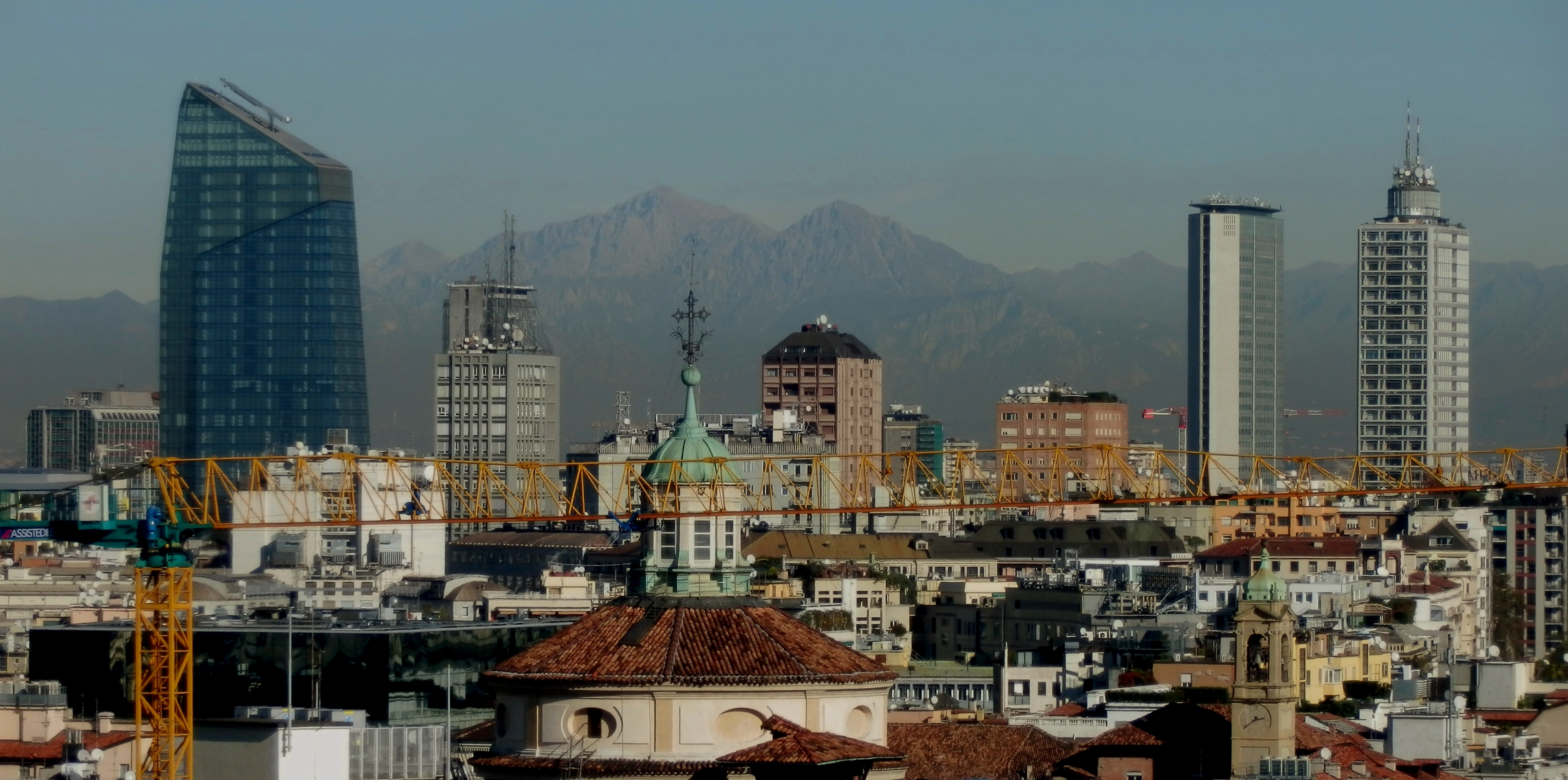
مدينة ميلانو، وتظهر بالخلفية جبال بحيرة كومو.

تقع ميلانو في الجزء الشمالي الغربي من وادي بو في شمال إيطاليا، في مُنتصف الطريق تقريباً بين نهر بو للجنوب وبدايات جبال الألب وبحيراتها الكُبرى (بحيرة كومو وبحيرة ماجيوري) للشمال، أمّا من الغرب فهناك نهر تيتشينو ومن الشرق هناك نهر أدا. أراضي ميلانو مُسطّحةٌ تماماً، حيث يبلغ ارتفاع أعلى نقطة في المدينة 122 متراً فقط فوق مستوى سطح البحر. تبلغ مساحة ميلانو ضمن حدودها الإدارية حوالي 181 كيلومتراً مربعاً. بلغ عدد سكان المدينة حوالي 1,316,000 نسمة وفقاً لإحصائية يوليو 2013 بكثافة سُكانية تُقدّر بحوالي 7,243 نسمة لكل كيلومتر مربع. أمّا المنطقة الحضرية الكُبرى التي تتألف من مقاطعة ميلانو والمقاطعات المجاورة فتبلغ مساحتها حوالي 1,900 كيلومتر مربع وعدد سكانها 5,248,000 نسمة وكثافتها حوالي 2,800 نسكة لكل كيلومتر مربع.
لدى ميلانو الحديثة منطقة مركزية ترتكز فيها الحياة السكنية والجامعية، وحيّ ماليّ يحتوي على البورصة، ومقرات البنوك وشركات التأمين، ومراكز التسوق والمؤسسات التعليمية. يُوجد حول حدود المدينة ووراء سككها الحديدية وطرقها السريعة مساحات واسعة من الأودية الحضرية تمتد إلى الشمال مُتداخلةً مع العديد من البلديات المُجاورة الواقعة إلى شمال الشرق وشمال الغرب حتى تصل إلى فاريزي، وكومو، وليكو، وبيرغامو لتُشكّل تجمعاً حضرياً شاسع المساحة.

### المناخ

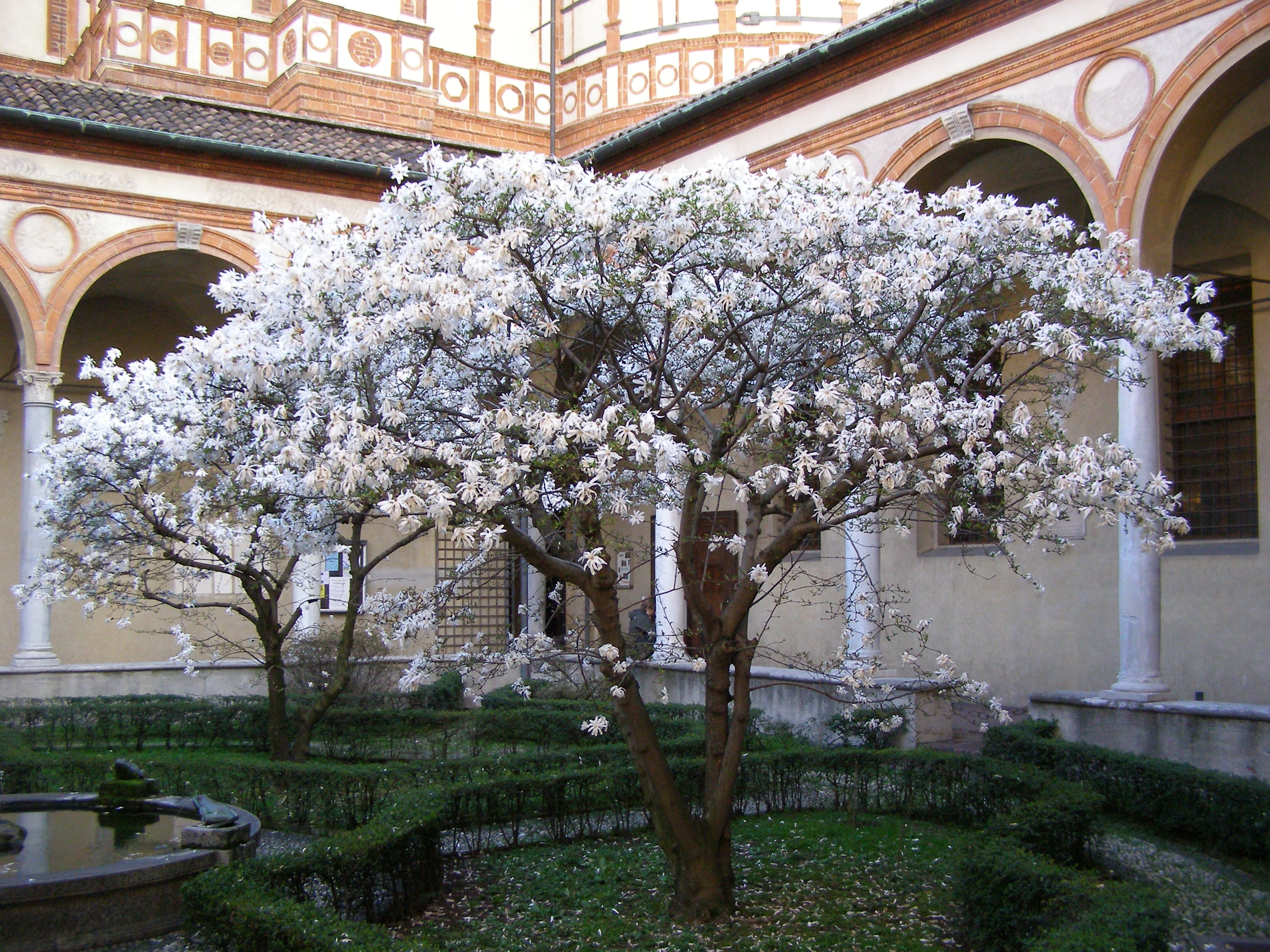
دير سانتا ماريا ديلي غراتسي في فصل الربيع

تتميز مدينة ميلانو بمناخ رطب شبه مداري (Cfa)، متوسطة الأرتفاع، بوجود أربعة فصول، وفقا لتصنيف كوبن للمناخ. مناخ ميلانو مشابه لكثير من السهول الداخلية في شمال إيطاليا، مع صيف حار ورطب وشتاء بارد ضبابي. تشكل جبال الألب وجبال أبينين حاجزًا طبيعيًا يحمي المدينة من التدفقات الرئيسية القادمة من شمال أوروبا والبحار.
خلال فصل الشتاء، يمكن أن ينخفض متوسط درجات الحرارة اليومية إلى ما دون درجة التجمد (0 درجة °مئوية [32 درجة °فهرنهايت]) ويمكن أن يحدث تراكم للثلوج: المتوسط التاريخي لمساحة ميلانو هو 25 سم (10 بوصات) في الفترة ما بين 1961 و1990، مع سجل 90 سم (35 بوصة) في يناير 1985. يمكن أن يصل المتوسط في الضواحي إلى 36 سم (14 بوصة) تستقبل المدينة في المتوسط سبعة أيام من الثلج سنويًا.
غالبًا ما تكون المدينة محاطة بسحابة كثيفة أو ضباب خلال فصل الشتاء، على الرغم من إزالة حُقول الأرز من الأحياء الجنوبية وتأثير الجزر الحرارية الحضرية التي قللت من حدوث هذا في العقود الأخيرة. من حين لآخر، تتسبب رياح فون في ارتفاع درجات الحرارة بشكل غير متوقع: في 22 يناير 2012 وصلت القمة اليومية إلى 16 درجة °مئوية (61 درجة °فهرنهايت) بينما وصلت في 22 فبراير 2012 إلى 21 درجة °مئوية (70 درجة °فهرنهايت). ترتفع مستويات تلوث الهواء بشكل كبير في فصل الشتاء عندما يتشبث الهواء البارد بالتربة، مما يجعل ميلانو واحدة من أكثر مدن أوروبا تلوثًا.
الصيف في ميلانو حار ومستويات الرطوبة مرتفعة مع درجات حرارة تصل إلى أعلى من 35 °مئوية (95 °فهرنهايت). بسبب الرطوبة العالية وتأثير الحرارة في المناطق الحضرية وقلة الرياح، غالبا ما تظل أوقات الليل رطبة خلال أشهر الصيف. عادةً ما يتمتع الصيف بسماء أكثر صفاءً بمتوسط يزيد عن 13 ساعة من ضوء النهار: عندما يحدث هطول الأمطار، تزداد احتمالية قدوم العواصف الرعدية وتساقط البَرَد. يتّسم الربيع والخريف في ميلانو بالاعتدال، بحيث تتراوح درجات الحرارة بين 10 و 20 درجة °مئوية (50 و 68 درجة °فهرنهايت)؛ تتميز هذه المواسم بمعدلات أعلى من تساقط الأمطار خصوصا في شهري أبريل ومايو. تتراوح الرطوبة النسبية عادةً ما بين 45% (مريح) و95% (رطب جدا) على مدار السنة، ونادراً ما تنخفض دون 27% (جاف) أو تصل إلى 100%. لا تتعرض المدينة لهبوب الرياح بشكل عام، وتتراوح سرعة الرياح على مدار السنة بين صفر و14.5 كيلومتر بالساعة (هادئ إلى نسيم عليل)، ونادرا ما تتخطى حاجز 29 كيلومتر بالساعة (نسيم مُنعش) باستثناء فصل الصيف الذي قد تهب ريحٌ قويّةٌ خلاله. كما أن العواصف الريحية العاتية قد تحدث في فصل الربيع مُنحدرةً من الترامونتان الذي يهب من جبال الألب أو قد تكون رياح بورا قادمةً من الشمال. نظرا لموقعها الجغرافي المحاط بالجبال من ثلاث جهات، تعد ميلانو من بين أقل المدن في أوروبا هبوبا للرياح.
| البيانات المناخية لـميلانو (مطار ليناتي)، أرتفاع: 107 م (351 قدم)، المعدل 1991–2020، القصوى 1946–الآن، أشعة الشمس 1991–2010 | البيانات المناخية لـميلانو (مطار ليناتي)، أرتفاع: 107 م (351 قدم)، المعدل 1991–2020، القصوى 1946–الآن، أشعة الشمس 1991–2010 | البيانات المناخية لـميلانو (مطار ليناتي)، أرتفاع: 107 م (351 قدم)، المعدل 1991–2020، القصوى 1946–الآن، أشعة الشمس 1991–2010 | البيانات المناخية لـميلانو (مطار ليناتي)، أرتفاع: 107 م (351 قدم)، المعدل 1991–2020، القصوى 1946–الآن، أشعة الشمس 1991–2010 | البيانات المناخية لـميلانو (مطار ليناتي)، أرتفاع: 107 م (351 قدم)، المعدل 1991–2020، القصوى 1946–الآن، أشعة الشمس 1991–2010 | البيانات المناخية لـميلانو (مطار ليناتي)، أرتفاع: 107 م (351 قدم)، المعدل 1991–2020، القصوى 1946–الآن، أشعة الشمس 1991–2010 | البيانات المناخية لـميلانو (مطار ليناتي)، أرتفاع: 107 م (351 قدم)، المعدل 1991–2020، القصوى 1946–الآن، أشعة الشمس 1991–2010 | البيانات المناخية لـميلانو (مطار ليناتي)، أرتفاع: 107 م (351 قدم)، المعدل 1991–2020، القصوى 1946–الآن، أشعة الشمس 1991–2010 | البيانات المناخية لـميلانو (مطار ليناتي)، أرتفاع: 107 م (351 قدم)، المعدل 1991–2020، القصوى 1946–الآن، أشعة الشمس 1991–2010 | البيانات المناخية لـميلانو (مطار ليناتي)، أرتفاع: 107 م (351 قدم)، المعدل 1991–2020، القصوى 1946–الآن، أشعة الشمس 1991–2010 | البيانات المناخية لـميلانو (مطار ليناتي)، أرتفاع: 107 م (351 قدم)، المعدل 1991–2020، القصوى 1946–الآن، أشعة الشمس 1991–2010 | البيانات المناخية لـميلانو (مطار ليناتي)، أرتفاع: 107 م (351 قدم)، المعدل 1991–2020، القصوى 1946–الآن، أشعة الشمس 1991–2010 | البيانات المناخية لـميلانو (مطار ليناتي)، أرتفاع: 107 م (351 قدم)، المعدل 1991–2020، القصوى 1946–الآن، أشعة الشمس 1991–2010 | البيانات المناخية لـميلانو (مطار ليناتي)، أرتفاع: 107 م (351 قدم)، المعدل 1991–2020، القصوى 1946–الآن، أشعة الشمس 1991–2010 |
| الشهر | يناير | فبراير | مارس | أبريل | مايو | يونيو | يوليو | أغسطس | سبتمبر | أكتوبر | نوفمبر | ديسمبر | المعدل السنوي |
| --- | --- | --- | --- | --- | --- | --- | --- | --- | --- | --- | --- | --- | --- |
| الدرجة القصوى °م (°ف) | 21.7 (71.1) | 23.8 (74.8) | 26.9 (80.4) | 32.4 (90.3) | 35.5 (95.9) | 36.6 (97.9) | 37.2 (99.0) | 36.9 (98.4) | 33.0 (91.4) | 28.2 (82.8) | 23.0 (73.4) | 21.2 (70.2) | 37.2 (99.0) |
| متوسط درجة الحرارة الكبرى °م (°ف)                                                                                           | 7.3 (45.1) | 10.1 (50.2) | 15.4 (59.7) | 19.1 (66.4) | 23.9 (75.0) | 28.1 (82.6) | 30.5 (86.9) | 30.1 (86.2) | 25.2 (77.4) | 18.8 (65.8) | 12.2 (54.0) | 7.5 (45.5) | 19.0 (66.2) |
| المتوسط اليومي °م (°ف) | 3.3 (37.9) | 5.1 (41.2) | 9.7 (49.5) | 13.5 (56.3) | 18.3 (64.9) | 22.4 (72.3) | 24.6 (76.3) | 24.3 (75.7) | 19.7 (67.5) | 14.3 (57.7) | 8.5 (47.3) | 3.9 (39.0) | 14.0 (57.1) |
| متوسط درجة الحرارة الصغرى °م (°ف)                                                                                           | −0.8 (30.6) | 0.2 (32.4) | 4.1 (39.4) | 8.0 (46.4) | 12.6 (54.7) | 16.7 (62.1) | 18.7 (65.7) | 18.4 (65.1) | 14.3 (57.7) | 9.8 (49.6) | 4.7 (40.5) | 0.2 (32.4) | 8.9 (48.1) |
| أدنى درجة حرارة °م (°ف) | −15.0 (5.0) | −15.6 (3.9) | −7.4 (18.7) | −2.5 (27.5) | −0.8 (30.6) | 5.6 (42.1) | 8.4 (47.1) | 8.0 (46.4) | 3.0 (37.4) | −2.3 (27.9) | −6.2 (20.8) | −13.6 (7.5) | −15.6 (3.9) |
| الهطول مم (إنش) | 58.7 (2.31) | 49.2 (1.94) | 65.0 (2.56) | 75.5 (2.97) | 95.5 (3.76) | 66.7 (2.63) | 66.8 (2.63) | 88.8 (3.50) | 93.1 (3.67) | 122.4 (4.82) | 76.7 (3.02) | 61.7 (2.43) | 920.1 (36.22) |
| متوسط أيام هطول الأمطار (≥ 1.0 mm)                                                                                          | 6.7 | 5.3 | 6.7 | 8.1 | 8.9 | 7.7 | 5.4 | 7.1 | 6.1 | 8.3 | 6.4 | 6.3 | 83.0 |
| متوسط الرطوبة النسبية (%)                                                                                                   | 86 | 78 | 71 | 75 | 72 | 71 | 71 | 72 | 74 | 81 | 85 | 86 | 77 |
| ساعات سطوع الشمس الشهرية | 76 | 114 | 177 | 181 | 214 | 245 | 293 | 251 | 180 | 106 | 71 | 69 | 1٬977 |
| المصدر: Servizio Meteorologico، القوات الجوية الإيطالية                                                                     | | | | | | | | | | | | | |

## الحكومة

### حكومة البلدية

المناطق الإدارية التسعة.

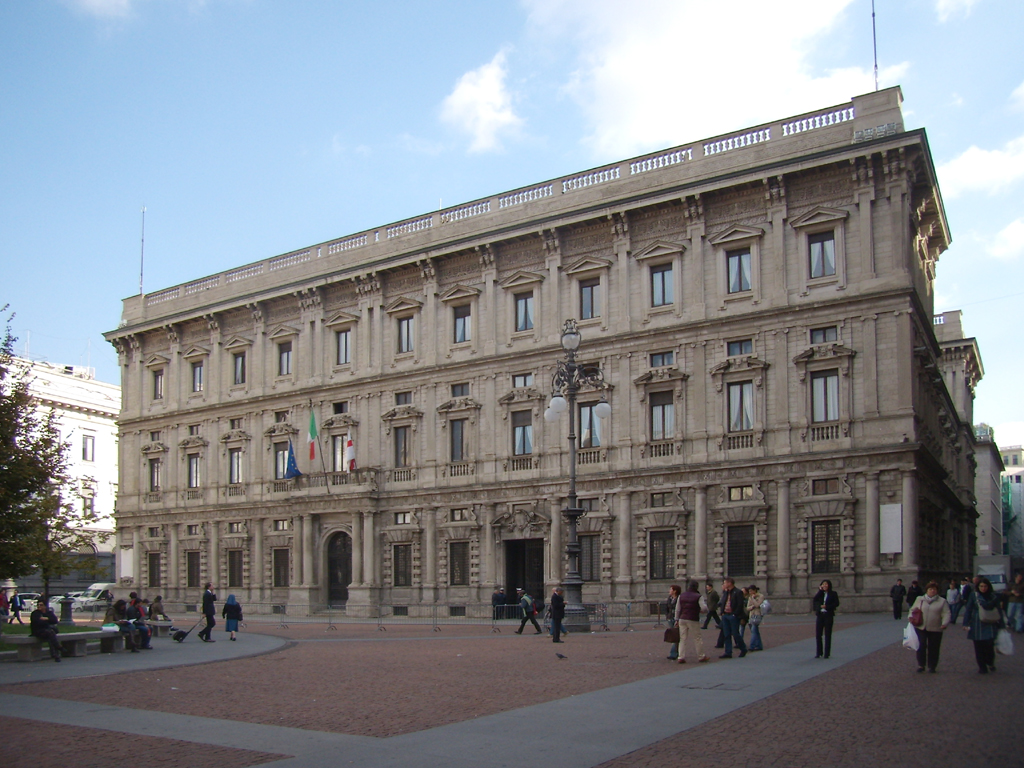
دار بلدية ميلانو.

الهيئة التشريعية في ميلانو هي مجلس المدينة (بالإيطالية: Consiglio Comunale)، الذي يتألف من 48 عضو يُنتخب كُلّ خمس سنوات بالتزامن مع انتخاب عُمدة المدينة. الهيئة التنفيذية هي لجنة المدينة (بالإيطالية: Giunta Comunale)، التي تتألف من 16 عضو ويرأسها العُمدة المُنتخَب الذي يختارها بنفسه. العُمدة الحالي لميلانو هو جوليانو بيزابيا منذ يونيو 2011، وهو يساري مُستقل يقود تحالفاً تقدمياً يتألف من الديموقراطيين، واليسار الإيكولوجي الحر، واتحاد الخضر، واتحاد اليسار.
تنقسم ميلانو إلى تسعة مناطق إدارية، بعد أن كانت في السابق عشرين منطقة قبل الإصلاح الإداري عام 1999. يوجد لدى كل منطقة من هذه المناطق التسعة مجلس خاص يرأسه رئيس يُنتخب بالتزامن مع انتخاب عُمدة المدينة. يخضع التنظيم الحضري للدستور الإيطالي (مادة 114) والقانون المحلي وعدة قوانين أخرى خصوصاً المرسوم التشريعي رقم 267/2000 أو نص موحد بشأن الإدارة المحلية (بالإيطالية: Testo Unico degli Enti Locali). تتمثل سلطة مجالس المناطق الإدارية في تقديم المشورة للعُمدة بآراء غير مُلزمة في مواضيع عديدة منها البيئة، والبناء، والصحة العامة، والأسواق المحلية. كما يُمارسون المهام المُوكلة إليهم من مجلس المدينة، بالإضافة إلى توفير تمويلٍ مُستقلٍ لهم حتى يقوموا بدورهم بتمويل الأنشطة المحلية.

### حكومة المقاطعة والحكومة الإقليمية
ميلانو هي عاصمة مقاطعة ميلانو وكذلك إقليم لومبارديا، أحد الأقاليم العشرين التي تتألف منها إيطاليا. يبلغ عدد سكان مقاطعة ميلانو حوالي 3.2 مليون نسمة، مما يضعها في المركز الثاني بين المقاطعات الإيطالية الأكثر سكاناً بعد مقاطعة روما. لكن لومبارديا هي الإقليم الأكثر سكاناً في إيطاليا بفارق شاسع عن بقية الأقاليم، حيث يصل عدد سكانه إلى حوالي 10 ملايين نسمة، أي حوالي سدس سكان البلاد. مقر الحكومة الإقليمية هو بالازو لومبارديا، وهو ثاني أطول مباني ميلانو، حيث يبلغ طوله 161.3 متر.
اختيرت منطقة ميلانو الحضرية لتكون واحدةً من خمس عشرة منطقة حضرية تتألف منها الدولة وفقاً لترتيبات حكومية بهدف إنشاء تنظيم إداري جديد، ومن المقرر أن تعمل الهيئات الإدارية الجديدة بشكل كامل بحلول عام 2014. تهدف هذه العملية إلى إعطاء المناطق الحضرية الكبيرة الصلاحيات الإدارية التي من شأنها تحسين أداء الإدارات المحلية وخفض مستوى الإنفاق المحلي من خلال تنسيق أفضل للبلديات وتوفير الخدمات الأساسية (بما في ذلك النقل، والمدارس، والبرامج الاجتماعية، وحماية البيئة)، وفي إطار هذه السياسات، يُوكل إلى عُمدة ميلانو ممارسة مهام عُمدة المنطقة الحضرية بأكملها مُترأساً مجلس المنطقة الحضرية المُكوّن من 16 رئيس بلدية في منطقة ميلانو.

## السكان
نما عدد سكان ميلانو خلال فترة ما بعد الحرب فيما يُعرف بالمعجزة الاقتصادية الإيطالية حتى بلغ ذروته عام 1973 بواقع 1,743,427 نسمة. لكن هذا العدد أخذ يتناقص خلال الثلاثين سنة التي تلتها حيث غادر المدينة ما يُقارب ثلث سكانها ليسكنوا في المناطق التي نشأت بالقرب من المدينة. بلغ عدد سكان المدينة في يوليو 2013 1,316,497 نسمة، لكن هذا العدد يصل إلى 5,248,000 حين احتساب المناطق التابعة لميلانو خارج حدودها الإدارية، أمّا المنطقة الحضرية الكُبرى فيتراوح عدد سكانها بين 7 و9 مليون نسمة اعتماداً على المناطق المُحتسبة ضمنها.
تطور النمو السكاني لـ ميلانو (migliaia)

### المجموعات العرقية
تُشير تقديرات المعهد الوطني للإحصاء إلى أنه في عام 2011 كان هناك 236,855 يعيشون في ميلانو وهم مولودون في الخارج، ما يُشكل حوالي 20% من سكان المدينة وبازدياد ملحوظ مقارنةً بالسنوات الماضية. شهدت ميلانو فترتي هجرة واسعة النطاق بعد الحرب العالمية الثانية: الأولى ما بين الخمسينيّات وأوائل السبعينيّات وشهدت تدفق أعداد كبيرة من المهاجرين من المناطق الريفية والفقيرة في إيطاليا، أمّا الثانية فبدأت في أواخر السبعينيّات وتميّزت بكثرة المهاجرين المولودين في الخارج.
تزامنت الفترة الأولى مع المعجزة الاقتصادية الإيطالية، وشهدت تدفق أكثر من 400,000 مهاجر إلى المدينة معظمهم من أرياف جنوب إيطاليا على وجه الخصوص. ارتفعت نسبة السكان المولودين في الخارج في العقود الثلاثة الماضية، حيث قدم للمدينة مهاجرون من قارة أفريقيا: خصوصاً من مصر، والمغرب، والسنغال، ونيجيريا. وكذلك من الدول الاشتراكية السابقة في أوروبا الشرقية، خصوصاً من ألبانيا، ورومانيا، وأوكرانيا، ومقدونيا، ومولدوفا، وبولندا. بالإضافة إلى عدد مُتزايد من الآسيويين، خصوصاً من الصين، وسريلانكا، والفلبين. مع وجود مُهاجرين من أمريكا اللاتينية، خصوصاً من الإكوادور، والبيرو. بلغ عدد سكان ميلانو المولودين في الخارج في أوائل التسعينيّات حوالي 58,000 نسمة، أي 4% من السكان، لكن هذا العدد ما لبث أن ارتفع في نهاية العقد حتى وصل إلى 117,000 نسمة، أي حوالي 9% من سكان المدينة. ممّا جعل من ميلانو واحدةً من أكثر المدن تعدداً للثقافات في إيطاليا.

### الدين
غالبية سكان ميلانو، كما هو حال غالبية سكان إيطاليا، يتبعون الكنيسة الرومانية الكاثوليكية. لكن هناك حضور كبيرٌ أيضاً للمسلمين، والأرثوذكس، والبروتستانت، والبوذيين، واليهود. المسلمون هم ثاني أكبر الطوائف الدينية في ميلانو، حيث يُقدر عددهم بحوالي مائة ألف مُسلم، لتكون ميلانو بذلك أكبر تجمّع للمسلمين في إيطاليا. كما أن المدينة موطنٌ لثاني أكبر جالية يهودية في البلاد بعد العاصمة روما، حيث يفوق عددهم السبعة آلاف.
يتبع أغلبيّة الكاثوليك في مدينة ميلانو التقليد الطقس الأمبروزي (بالإيطالية: Rito ambrosiano)، وهو طقس ديني من تقاليد الكاثوليكية الغربية وسميّ على اسم أمبروز، وهو قديس حسب التقاليد المسيحية وأحد الرموز المؤثرة في تاريخ الكنيسة في مدينة ميلانو. تعد المدينة مقر أبرشية ميلانو الرومانية الكاثوليكية، وينضوي تحت سلطة الأبرشية حوالي 4.8 مليون كاثوليكي، وبالتالي تعد أبرشية ميلانو الأبرشية الكاثوليكية الأكبر في أوروبا.

## الاقتصاد
في حين أن روما هي عاصمة إيطاليا السياسية، فإن ميلانو هي عاصمة البلاد الاقتصادية والمالية. قُدّر الناتج المحلي الإجمالي لمقاطعة ميلانو عام 2010 بحوالي 132.5 مليار يورو، أي حوالي 9% من الناتج المحلي الإجمالي الوطني. أمّا ناتج إقليم لومبارديا فيُشكّل حوالي 20% من الناتج الوطني، أي 325 مليار يورو، ما يُقارب الناتج البلجيكي.
45% من شركات إقليم لومبارديا موجودةٌ في مقاطعة ميلانو، أي 8% من مجموع الشركات الإيطالية، من بينها ثلاث شركات ضمن شركات فورتشن الخمسمائة. ميلانو هي أيضاً مقرٌ لعدد كبير من وسائل الإعلام، ووكالات الإعلان، والصحف الوطنية، ومحطات الإذاعة والتلفاز، بما في ذلك الشركات الحكومية مثل راي والشركات الخاصة مثل ميدياست. بالإضافة إلى ذلك، شهدت ميلانو زيادةً سريعةً في عدد شركات الإنترنت على الصعيدين المحلي والدولي، مثل التافيستا، وجوجل، ولايكوس، وياهو! الذين اتخذوا من المدينة مقراً لإدارة أعمالهم في إيطاليا. ميلانو هي أيضاً أحد المراكز الرئيسية في عالم الموضة، حيث يوجد في المدينة 12,000 شركة و800 غرفة عرض و6,000 محل تجاري يتعلق بهذا المجال، بالإضافة إلى وجود الماركات العالمية مثل أرماني، وفيرساتشي، وفالنتينو، ويُخصص للمدينة أربعة أسابيع لإقامة أهم العروض وفعاليات الموضة سنوياً. ميلانو هي مركز صناعي مهم أيضاً، خصوصاً في مجال صناعة السيارات، بوجود شركات مثل ألفا روميو وبيريللي اللتان تملكان حضوراً كبيراً في المدينة. تشمل المُنتجات الهامّة الأخرى التي تُصنع في ميلانو المواد الكيميائية، والآلات، والأدوية، والبلاستيك.
ومن القطاعات الرئيسية الأخرى المكوّنة لاقتصاد المدينة الأبحاث المُتقدمة في مجالات الصحة والتكنولوجيا الحيوية، والكيماويات والهندسة، والخدمات المصرفية والمالية. ميلانو هي مقرٌ لمصارف إيطاليا الرئيسية، مثل يونكريديتو بالإضافة إلى وجود أكثر من أربعين مصرفاً أجنبياً في المدينة. كما أن مقر بورصة إيطاليا موجودٌ في ميلانو. تمثّل السياحة جزءاً ذا أهمية متزايدة من اقتصاد المدينة. استقبلت المدينة عام 2010 أكثر من 2.3 مليون زائر دولي، بزيادة 10% عن العام الذي سبقه.

## الثقافة

### التصميم والأزياء

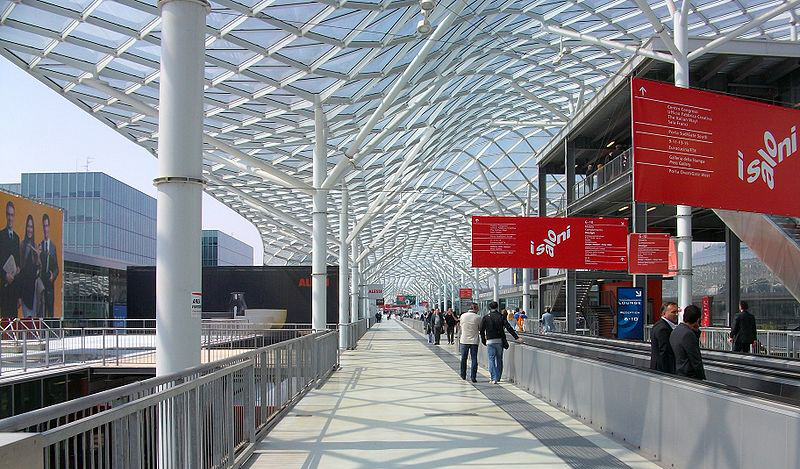
جناح من مجمع فييرا ميلانو.

يُنظر لميلانو على أنها عاصمة التصميم الصناعي والأزياء والعِمارة العالمية منذ خمسينيّات وستينيّات القرن الماضي. نمت سمعة ميلانو سريعاً، حتى أن صادرات المدينة في الأزياء كانت 726 مليون دولار أمريكي عام 1952، ثم ارتفعت لتصل إلى 2.5 مليار دولار خلال ثلاث سنوات فقط، أي عام 1955. بُنيت في المدينة ناطحات السحاب الحديثة مثل برج بيريللي وبرج فيلاسكا، وتجمّع في المدينة الفنانون أمثال برونو موناري، ولوسيو فونتانا، وانريكو كاستيلاني، وبييرو مانزوني. ولا تزال ميلانو معروفةً إلى اليوم لا سيّما في صناعة الأثاث عالي الجودة والتصميم الصناعي الداخلي. تحتضن ميلانو فييرا ميلانو، أكبر معرض تجاري دائم في أوروبا. كما تحتضن المدينة «صالوني انترناسيونالي ديل موبيلي»، أحد أشهر وأعرق معارض الأثاث والتصميم على مستوى العالم.
ميلانو هي أيضاً عاصمةٌ للموضة وإحدى مدن العالم الرئيسية في هذا المجال برفقة باريس، ولندن، ونيويورك. تُعد ميلانو مرادفاً لصناعة الملابس الجاهزة على الطريقة الإيطالية، حيث أن المقرات الرئيسية للعديد من العلامات التجارية الإيطالية الأكثر شهرة موجودةٌ في المدينة، مثل فالنتينو، وغوتشي، وفيرساتشي، وبرادا، وأرماني، ودولتشي أند غابانا. كما أن للعديد من الشركات العالمية محلات تجارية في المدينة. وعلاوةً على ذلك، تستضيف ميلانو أسبوع الموضة مرتين سنوياً، وهو واحدٌ من أهم الأحداث في عالم الموضة. وتحتضن ميلانو أقدم مركز تسوق في العالم، وهو غاليريا فيتوريو إيمانويل الثاني.

### الرياضة

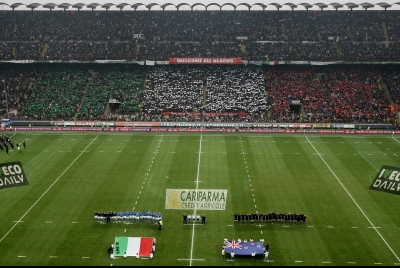
المنتخب الإيطالي على أرضية سان سيرو.

استضافت ميلانو كأس العالم لكرة القدم عامي 1934 و1990، وكذلك كأس الأمم الأوروبية عام 1980، والكثير من البطولات الأخرى في مختلف الرياضات. لدى ميلانو ناديين من أشهر أندية العالم لكرة القدم يتنافسان في دوري الدرجة الأولى الإيطالي هما إيه سي ميلان وإنتر ميلان. ميلانو هي المدينة الوحيدة في أوروبا التي تملك ناديين اثنين سبق أن حصدا لقب دوري أبطال أوروبا، كما حققا كأس الإنتركونتيننتال (كأس العالم للأندية في الوقت الحاضر). حاز إيه سي ميلان على دوري الأبطال الأوروبي سبع مرات وفاز فيه الإنتر ثلاث مرات، لتكون بذلك مدينة ميلانو أكثر المدن الأوروبية تحقيقاً لدوري الأبطال بمجموع عشر بطولات. يلعب كلا الفريقين في ملعب سان سيرو (أو جوزيبي مياتزا) ذي تقييم الخمس نجوم، وهو أحد أكبر ملاعب أوروبا حيث تبلغ طاقته الاستيعابية أكثر من 80,000 متفرج. يوجد في المدينة فريق كرة قدم ثالث هو بريرا كالتشيو يلعب في دوري الدرجة الثانية.
تملك ميلانو حالياً أربعة أندية محترفة تلعب في دوري كرة السلة الإيطالي أشهرها نادي أوليمبيا ميلانو (أو أرماني جيانس ميلانو) الذي فاز ببطولة ليغا باسكيت الدرجة الأولى 25 مرة، وثلاثة كؤوس أبطال أوروبا، وكأس إيطاليا أربع مرات. ويلعب النادي في ملعب ميديولانوم الذي يسع 12,000 متفرج. تحتضن ميلانو أقدم فريق لكرة القدم الأمريكية في إيطاليا، وهو رينوس ميلانو الذي فاز ببطولة السوبر بول 4 مرات، ويلعب على ملعب فيلدرومو فيغوريللي الذي يسع لثمانية آلاف متفرج. تقع حلبة مونزا الشهيرة بالقرب من المدينة، وهي واحدة من أقدم حلبات سباق السيارات في العالم. تسع الحلبة لأكثر من 113,000 متفرج، واستضافت سباقات الفورملا وان كل عام منذ العام الأول من انطلاق المسابقة ما عدا عام 1980.

## التعليم

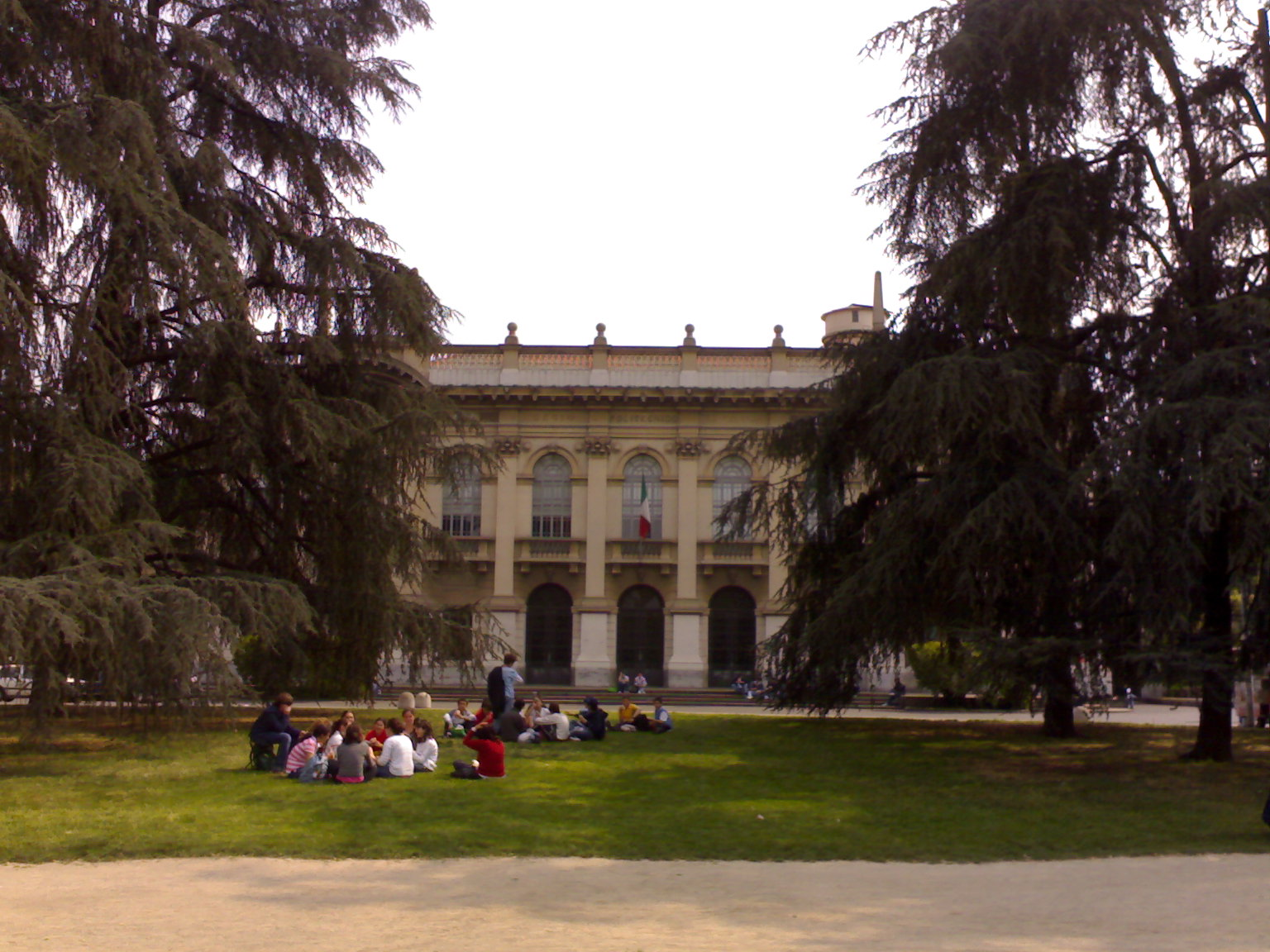
جامعة البوليتكنيك في ميلانو.

تضم ميلانو بعضاً من أبرز المؤسسات التعليمية في إيطاليا. يشمل قطاع التعليم العالي في ميلانو 7 جامعات، و48 كلية، و142 دائرة، يشغلها 185,000 طالب جامعي في عام 2011، أي حوالي 11% من الإجمالي الوطني. وتملك المدينة أكبر عدد من خرّيجي الجامعات (34,000) وخرّيجي الدراسات العُليا (5,000) في إيطاليا.
أقدم جامعات ميلانو هي جامعة البوليتكنيك التي تأسست عام 1863. تضم جامعة البوليتكنيك 16 دائرة وتسع مدارس للهندسة والعمارة والتصميم الصناعي مُمتدة في سبعة أحرم جامعية مُنتشرةٌ في أنحاء لومبارديا. يبلغ مجموع الطلاب المسجلين في هذه الجامعة 38,000 طالب تقريباً، ممّا يجعل منها أكبر الجامعات التقنية على المستوى الوطني. أمّا جامعة ميلانو التي تأسست عام 1923 فهي أكبر الجامعات البحثية في المدينة. تتألف جامعة ميلانو من 9 كليات، و58 دائرة، و48 معهد وهيئة تدريسية مُكونة من 2,500 بروفيسور. تُعد هذه الجامعة واحدةً من الجامعات الرائدة في إيطاليا وأوروبا في مجال النشر العلمي، وهي سادس أكبر جامعات إيطاليا بوجود حوالي 60,000 طالب مُسجل فيها.

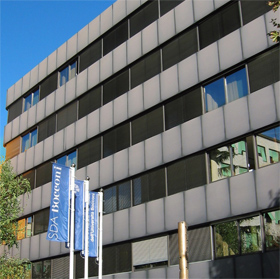
جامعة بوكوني.

تشمل الجامعات الأخرى الموجودة في المدينة: جامعة بوكوني، وهي جامعة خاصة تأسست عام 1902 مُختصة بمجال الإدارة والعلوم المالية، وتحتل المركز السابع بين أفضل كليات إدارة الأعمال في أوروبا. جامعةٌ أخرى في ميلانو هي جامعة القلب المقدس الكاثوليكية، وهي أكبر الجامعات الكاثوليكية في العالم حالياً بوجود 42,000 طالب مُسجل فيها. وكذلك جامعة بيكوكا، وهي جامعة حكومية مُتعددة التخصصات مُسجل فيها أكثر من 30,000 طالب. وكذلك جامعة آي يو إل إم، وهي جامعة مُتخصصة في مجالات التسويق، وتكنولوجيا المعلومات والاتصالات، والسياحة والأزياء. وهناك أيضاً جامعة فيتا سالوتي سان رافييل، وهي جامعة تضم مختبرات للأبحاث في علوم الأعصاب، وجراحة الأعصاب، وداء السكري، والبيولوجيا الجزيئية، ودراسات الإيدز، والعلوم المعرفية.
تشتهر ميلانو أيضاً بمدارس الفنون الجميلة والموسيقا التي تزخر بها. فهناك أكاديمية ميلانو للفنون الجميلة (أكاديمية بريرا)، وهي معهد أكاديمي حكومي تأسس عام 1776 علي يد الإمبراطورة النمساوية ماريا تيريزا، وهناك أيضاً أكاديمية ميلانو الجديدة للفنون الجميلة، وهي أكبر جامعات الفنون والتصميم الخاصة في إيطاليا. بالإضافة إلى المعهد الأوروبي للتصميم، وهو جامعة خاصة مُتخصصة في الأزياء، والتصميم الداخلي والصناعي، والتصميم السمعي والمرئي الذي يشمل التصوير الفوتوغرافي، والإعلان والتسويق، والاتصالات التجارية. وكذلك معهد مارانجوني، وهو معهد أزياء ذو فروع في ميلانو، ولندن، وباريس. يوجد في المدينة العديد من المعاهد الموسيقية، مثل معهد ميلانو الذي تأسس عام 1807، وهو الأكبر من نوعه في إيطاليا حالياً بوجود أكثر من 1,700 طالب مُسجل و240 مدرس موسيقي.

## المواصلات

خريطة شبكة مترو ميلانو.

ميلانو هي واحدة من مراكز النقل الرئيسية في جنوب أوروبا وواحدة من أهم مراكز السكك الحديدية في إيطاليا. يوجد في المدينة خمس محطات سكك حديدية رئيسية، وهي من بين أكثر المحطات ازدحاماً في البلاد. ومنذ نهاية عام 2009، بات هناك خطين من السكك الحديدية فائقة السرعة يصلان ميلانو بروما، ونابولي، وتورينو ممّا سهّل من السفر إلى مدن إيطاليا الكبرى الأخرى. وبسبب موقعها الجغرافي فإن ميلانو تُعد بوابةً رئيسيةً لحركة نقل الركاب الدوليين في أوروبا. وتشمل الوجهات الدولية اليومية مدن برن، ولوغانو، وجنيف، وزيوريخ، وباريس، وفيينا، وبرشلونة، وميونيخ.

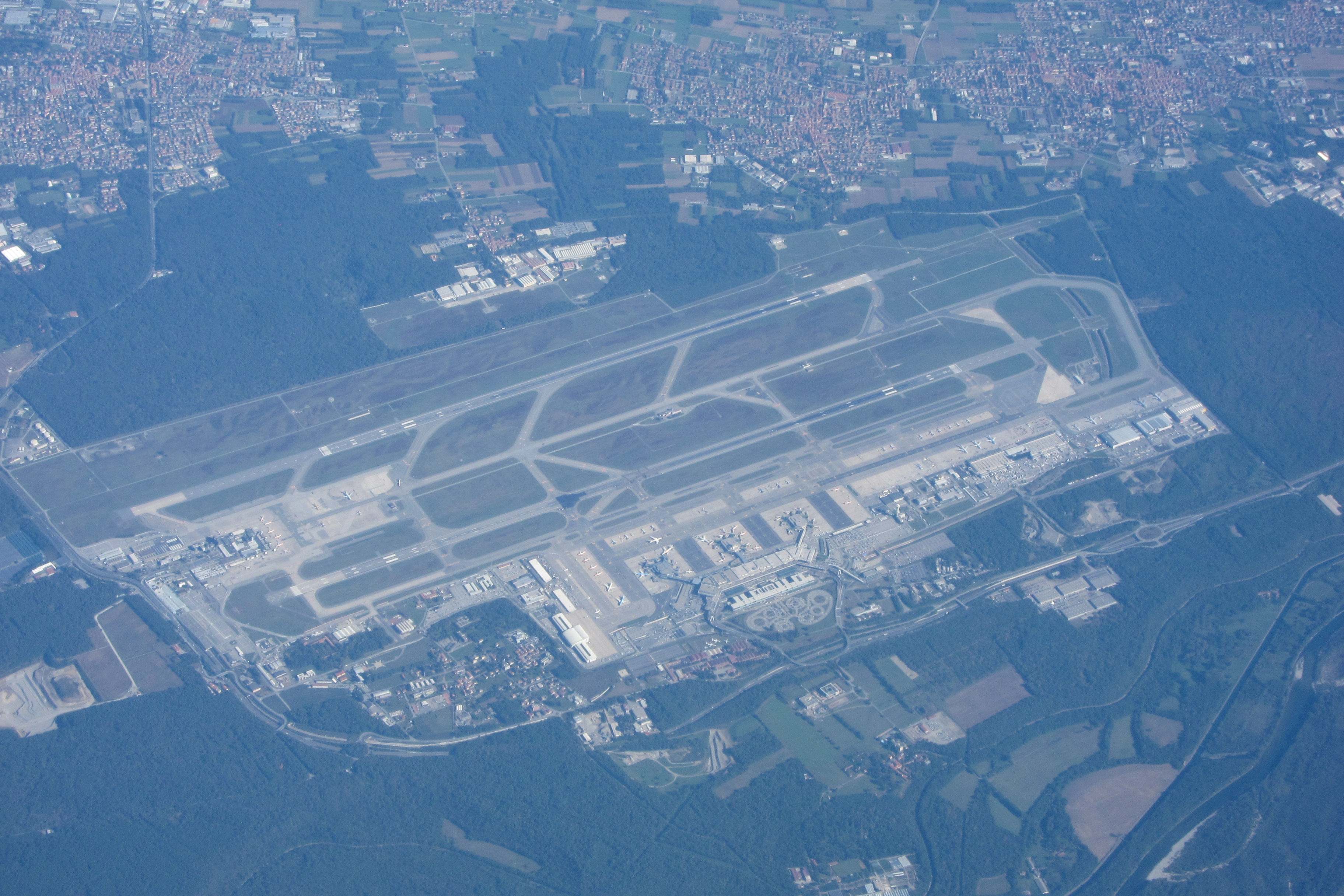
مطار مالبينسا

تعمل شركة إيه تي إم ضمن حدود منطقة ميلانو الحضرية وتُدير شبكةً من وسائل النقل العام تتألف من شبكة مترو أنفاق، وترام، وحافلات كهربائية، وخطوط حافلات. تُغطي شبكة المواصلات هذه مسافة 1400 كيلومتر وتصل إلى 86 كومونا. وبالإضافة إلى وسائل النقل العام، تُدير شركة إيه تي إم مواقف السيارات وغيرها من خدمات النقل الأخرى بما في ذلك خدمة استئجار السيارات والدراجات الهوائية.
تتكون شبكة مترو ميلان (بالإيطالية: Metropolitana di Milano) من 4 خطوط رئيسية، محددة بأرقام وألوان مختلفة. ويبلغ إجمالي طول الشبكة حوالي 96.8 كيلو متر (60.1 ميل)، وما مجموعه 106 محطة فرعية في الخدمة، معظمها تحت الأرض. يخدم مترو ميلان ما يقارب 1.15 مليون مستخدم يومياً. ويخدم ميترو ميلانو ما يقارب 328 مليون راكب في السنة. يتكون النظام من خمسة خطوط رئيسية باسم إم-1، إم-2، إم-3، إم-4 وإم-5. الخط الأول، والمعروف باسم إم-1 افتتح في عام 1964؛ بينما افتُتح الخط الثاني إم-2 بعد 5 سنوات وتحديداً في عام 1969، وافتتح الخط الثالث إم-3 في عام 1990، وأخيرا الخط الخامس إم-5 والذي افتتح في عام 2013. الخط الرابع والمعروف باسم إم-4 قيد الإنشاء حاليًا. يعتبر مترو ميلانو حاليا أكبر نظام مترو في إيطاليا بالنسبة لعدد الطول وعدد المحطات ومقطوعة الركاب.
تتكون شبكة الترام في المدينة من مسار يبلغ طوله حوالي 160 كيلومتراً وسبعة عشر خطاً، أمّا خطوط الحافلات فيبلغ طولها أكثر من 1,070 كيلومتراً. تُدير خدمات سيارات الأجرة في ميلانو شركاتٌ خاصة ومُرخصة من قبل مجلس المدينة. تمثل ميلانو مركزاً رئيساً لشبكة الطرق المحلية، حيث يخدمها جميع الطرق السريعة الرئيسية في شمال إيطاليا.
يوجد في ميلانو ثلاث مطارات دولية: الأول هو مطار مالبينسا الذي يبعد 45 كيلومتراً عن وسط المدينة، وهو ثاني أكثر المطارات ازدحاماً في إيطاليا (حوالي 19 مليون مسافر عام 2010). الثاني هو مطار ليناتيه الموجود ضمن نطاق حدود المدينة، ويُستخدم بصورة رئيسية للرحلات المحلية والرحلات الدولية قصيرة المسافة، وكان قد استقبل أكثر من 9 ملايين مسافر عام 2010. الثالث هو مطار أوريو آل سيريو الواقع بالقرب من مدينة بيرغامو، الذي يخدم حركة الطيران منخفض التكلفة في ميلانو، وكان قد استقبل 8 ملايين مسافر في العام ذاته.

## العلاقات الدولية

### المدن التوأمة
لدى ميلانو أربع عشرة مدينة توأمة رسمية حسب موقع المدينة، وكانت ساو باولو أولى هذه المدن. يُظهر الجدول الآتي قائمة المدن التوأمة لميلانو والسنين التي بدأت فيها العلاقات:
| - البرازيل، ساو باولو (1961) - فرنسا، ليون (1967) - روسيا، سانت بطرسبرغ (1967) - ألمانيا، فرانكفورت (1969) - الولايات المتحدة، شيكاغو (1973) - السنغال، داكار (1974) - المملكة المتحدة، برمنغهام (1974) | - الصين، شنغهاي (1979) - اليابان، أوساكا (1981) - إسرائيل، تل أبيب (1997) - فلسطين، بيت لحم (2000) - بولندا، كراكوف (2003) - كندا، تورونتو (2003) - أستراليا، ملبورن (2004) |

### المدن الصديقة
| - عمان، الأردن - بانكوك، تايلند - بلغراد، صربيا - بيلو هوريزونتي، البرازيل - بوينس آيرس، الأرجنتين - هوتن، هولندا | - مشهد، إيران - ميديلين، كولومبيا - منسك، بيلاروسيا - مونتريال، كندا - نيويورك، الولايات المتحدة - صوفيا، بلغاريا |

## وصلات خارجية
- ميلانو على موقع الموسوعة البريطانية (الإنجليزية)
- الموقع الرسمي
- شبكة قطارات ميترو ميلانو (بالإيطالية)